# 레볼루션 OS
레볼루션 OS(Revolution OS)는 GNU, 리눅스, 오픈 소스, 자유 소프트웨어 운동의 20년 역사를 추적하는 2001년 다큐멘터리 영화이다.
J. T. S. 무어가 감독한 이 영화는 리처드 스톨먼, 마이클 티만, 리누스 토르발스, 래리 어거스틴, 에릭 레이먼드, 브루스 페렌스, 프랭크 헤커 및 브라이언 벨렌도르프를 포함한 저명한 해커 및 기업가와의 인터뷰를 담고 있다.

## 상영
이 영화는 사우스 바이 사우스웨스트, 애틀랜타 영화제, 보스턴 영화제, 덴버 국제 영화제 등 여러 영화제에 상영했다. 사바나 영화제(Savannah Film and Video Festival)와 쿠주 영화제(Kudzu Film Festival)에서 최우수 다큐멘터리상을 수상했다.

## 같이 보기
- 실리콘 밸리의 신화
- 오픈 소스 모델
- 리눅스
- 자유 소프트웨어 운동
- 카피레프트
- 성당과 시장